# Apropiacionismo

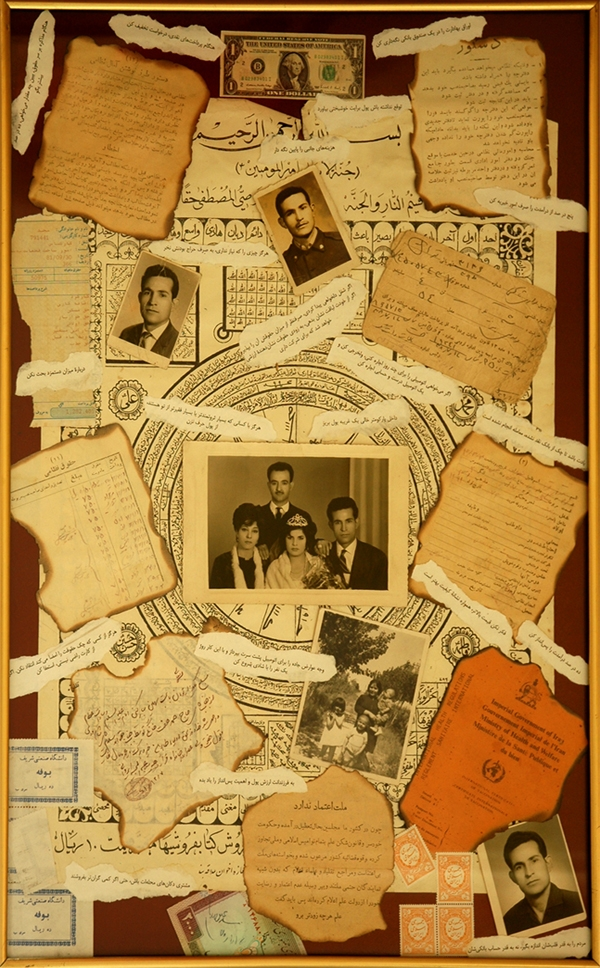
Nostalgia (apropiacionismo). Majid Farahani.

El apropiacionismo es un movimiento artístico en el que el artista usa para elaborar su obra elementos de otras ajenas. Se aplica a la pintura, escultura o incluso poesía y literatura.
Estos elementos ajenos pueden ser imágenes, formas o estilos de la historia del arte o de la cultura popular, o bien materiales o técnicas obtenidas de un contexto no artístico. Desde la década de 1980 el término también se refiere más específicamente al hecho de citar la obra de otro artista para crear una nueva obra. La obra puede alterar o no la obra original. Aunque los seguidores de Walter Benjamin y él mismo clarificarán que la reproducción de una obra de arte implica la pérdida de su aura más primitiva, sin embargo, la apropiación y la derivación de la obra original va a producir una nueva aura y eso es lo realmente destacable.

## Historia
Siempre ha formado parte de la historia de la humanidad. La historia del arte tiene una larga tradición de los préstamos y el uso de estilos y formas ya existentes anteriormente. Los estudiantes de arte siempre han aprendido de artistas establecidos y han progresado mediante la copia. El arte y la cultura visual comenzaron con la apropiación, tomando imágenes, sonidos y conceptos del mundo e interpretándolos de una manera artística.
De hecho, el apropiacionismo ya se utilizaba en la Edad Media incluso en la música donde se componía a través de la copia, con pequeñas variaciones, de otras obras musicales ya existentes. Leonardo da Vinci usó el apropiacionismo, utilizando diversas fuentes dentro del campo de la biología, las matemáticas, la ingeniería y el arte, para sintetizarlas todas en las invenciones y obras de arte. Charles Darwin examinó, recontextualizó y difundió grabados científicos y biológicos ya existentes para demostrar su teoría de la evolución.
A principios del siglo XX Pablo Picasso y Georges Braque incorporaron objetos no artísticos dentro de sus obras. En 1912, Picasso pegó un trozo de hule sobre un lienzo. Obras posteriores como Guitarra, diario, vidrio y botella de 1913 están hechas con recortes de periódicos, que van creando formas convirtiéndose en los preliminares del cubismo sintético. Ambos artistas incorporaron aspectos del mundo real en sus obras, dando lugar a la discusión entre la significación y la representación artística.

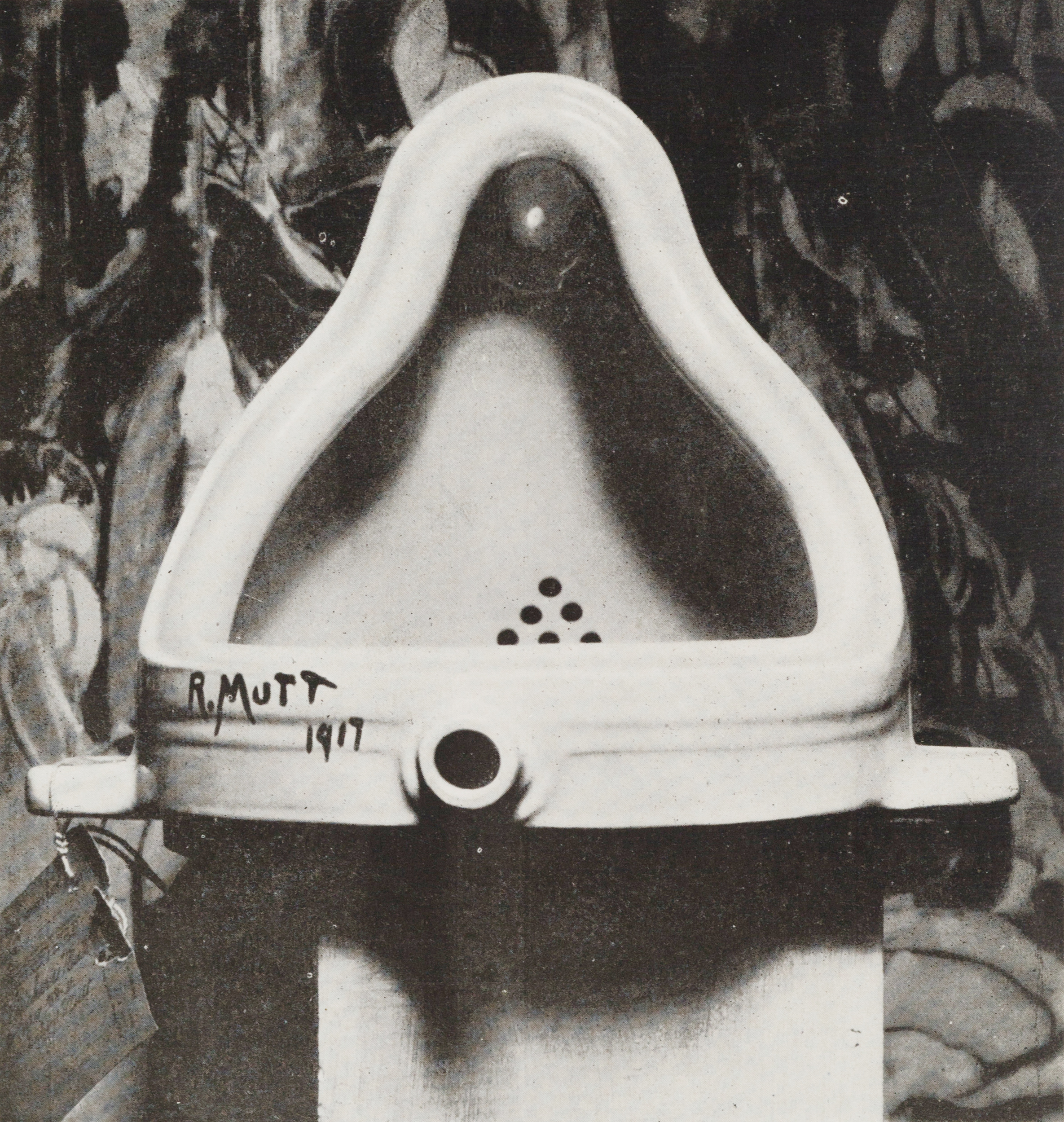
La fuente (urinario) de Marcel Duchamp (1917).

Obra de Robert Rauschenberg.

Cinco años más tarde, en 1917, Marcel Duchamp introdujo la idea del ready made, poniendo un urinario sobre una peana, con la firma "R. Mutt". El urinario no era ni original ni único, Duchamp defendía su proceso creativo en el hecho de seleccionar el urinario como obra de arte y mostrarlo en un contexto artístico. Incluso llegó a utilizar una copia de la Mona Lisa en su obra L.H.O.O.Q., con estos ready made, se trataba de hacer partícipe al espectador y por lo tanto con su observación se le implica en que el objeto expuesto sea considerado una obra de arte. El movimiento Dada, —Duchamp era uno de los miembros— continuó con la apropiación de objetos cotidianos, pero sin intentar elevar el estatus de objetos cotidianos a objetos artísticos. Se basaba más en un tipo de arte donde el azar y la aleatoriedad constituían la base del proceso creativo. Artistas como Hugo Ball, Jean Arp, Hans Richter, Richard Huelsenbeck, André Breton, Tristan Tzara y Francis Picabia formaron parte del movimiento dadá, apoyando a la irracionalidad y rechazando deliberadamente las normas del arte vigentes hasta el momento.
Los surrealistas, también incorporaron el uso de objetos encontrados, un ejemplo es la obra de Meret Oppenheim Objecto (Luncheon in Fur) (1936). Los objetos tomaban un nuevo significado cuando se combinaban con otros objetos inverosímiles.
En 1938 Joseph Cornell produjo el que podría considerarse el primer trabajo de apropiación del cine. Cortó y reconstruyó aleatoriamente la película Rose Hobart. Este trabajo inspiraría posteriormente a varios videoartistas.
En la década de 1950 Robert Rauschenberg utilizó lo que denominó combines (combinaciones), literalmente, la combinación de objetos ready made, tales como neumáticos, camas, pintura, serigrafías, collages y fotografías. Del mismo modo, Jasper Johns, trabajó al mismo tiempo que Rauschenberg, incorporó objetos encontrados en su trabajo. Johns también consignó las imágenes simbólicas, como la bandera de Estados Unidos.
El movimiento Fluxus también usó el apropiacionismo: sus miembros mezclaban diferentes disciplinas artísticas, incluidas las artes visuales, música y literatura. A lo largo de los años 1960 y 1970 organizaron acciones, pequeños eventos artísticos y produjeron esculturas con materiales no convencionales. El grupo incluso se apropió del sistema postal en el desarrollo del mail art, o arte postal. Sus actuaciones intentaban elevar la banalidad, apropiándose como elemento artístico y separándola de la alta cultura.
Junto con artistas como Roy Lichtenstein y Claes Oldenburg, Andy Warhol se apropió de imágenes de arte comercial y de la cultura popular, así como de las técnicas de estas industrias. A menudo llamados artistas pop, vieron la cultura popular de masas como la cultura vernácula principal, compartida por todos, independientemente de la educación de las personas. Estos artistas captaron el concepto de efímero producido a partir de la cultura producida en masa.
En 1958 Bruce Conner produce la influyente A movie una película en que se recombinan diferentes clips de otras películas para producir un nuevo trabajo donde se analiza la propensión de la humanidad hacia la violencia. Al mismo tiempo, Raphael Montañez Ortiz participó en el Destructionisme movimiento en el que los objetos y las películas se cortaban, desmontaban, quemaban y destruían parcialmente para dar lugar a nuevas obras de arte. En 1958 Ortiz produjo Cowboy and Indian Film, una película basada íntegramente en el apropiacionismo.
A finales de 1970 Dara Birnbaum trabajó con el apropiacionismo para producir obras de arte feministas. Entre 1978 y 1979 produjo una de las primeras apropiaciones en vídeo. Technology, Transformation: Wonder Woman, en la que se apropiaba de escenas de las series de televisión Wonder Woman para producir un nuevo trabajo.
El término apropiacionismo fue utilizado durante los años 80 del siglo XX por artistas como Sherrie Levine, quien se dirigió en el acto de apropiarse como el tema central de su trabajo artístico. Levine cita a menudo obras enteras en sus trabajos, por ejemplo, fotografiando las imágenes de Walker Evans. Levine desafió las ideas de originalidad, llamando la atención en las relaciones entre el poder, el género, la creatividad, el consumismo y el valor de los productos básicos, las fuentes y usos sociales del arte. Levine juega con el concepto de «casi igual». Durante los años 1970 y 1980 Richard Prince volvió a fotografiar anuncios como el de los cigarrillos Marlboro u obras de fotoperiodismo. Prince quería hablar de temas relacionados con el materialismo y la idea del espectáculo referenciada en la propia experiencia.
Los apropiacionistas comentan sobre todos los aspectos de la cultura y la sociedad del siglo XX. Joseph Kosuth se apropió de imágenes para analizar temas de filosofía y epistemología. Otros artistas como Jeff Koons, Barbara Kruger, Greg Colson y Malcolm Morley también trataron el tema del apropiacionismo en sus trabajos.
En la década de 1990 los artistas continuaron usando el apropiacionismo, utilizándolo como medio para hacer frente a las teorías y las cuestiones sociales, en lugar de centrarse en las propias obras. Este es el caso típico del pintor peruano Herman Braun-Vega, cuya apropiación de las obras de los grandes maestros de la pintura es casi sistemática y que, tras empezar haciendo comentarios pintados de cuadros ajenos, acaba poniendo a los personajes tomados de la iconografía de la pintura occidental en presencia de la realidad social y política de su tiempo. El gran tríptico de la colección permanente del museo Ralli Marbella, La familia informal (Velázquez, Goya, Picasso), es un ejemplo de múltiples apropiaciones que coexisten en una misma obra con personajes contemporáneos del pintor en escenas que representan la situación social en los países del Tercer Mundo, donde la familia en sentido amplio es un círculo de economía de subsistencia. Braun-Vega recontextualiza las obras apropiadas y les da un nuevo significado. Por su parte, Damian Loeb utilizó el cine para analizar la diferencia entre simulacro y realidad. Otros artistas de la década de 1990 como Christian Marclay, Deborah Kass y Damien Hirst también usaron esta técnica. Hay artistas que incorporan y utilizan objetos tanto artísticos como no artísticos. Por ejemplo, Cory Arcángel incorpora aspectos nostálgicos de la cultura de masas a través de la reelaboración de videojuegos y programas de ordenador antiguos. Otros artistas contemporáneos como los Chapman Brothers, Benjamin Edwards, Joy Garnett, Paul Pfeiffer o Pierre Huyghe continúan investigando los límites del apropiacionismo.

## Apropiacionismo y derechos de autor
Esta práctica artística a menudo ha generado problemas o discusiones en cuanto a la gestión del copyright. En Estados Unidos es el país donde se han generado más denuncias y juicios al respecto. La jurisprudencia está empezando a investigar la división entre las obras de transformación y las obras derivadas. Muchos países están siguiendo el ejemplo de EE. UU., hacia unos derechos de autor más restrictivos.

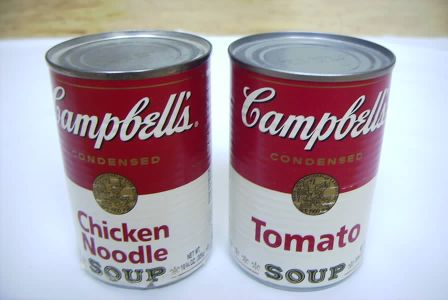
La serie Latas de sopa Campbell, también conocida como 32 latas de sopa Campbell, fue producida por Warhol en 1962 y es uno de sus trabajos más conocidos.

Ya en los años 50 y 60 del siglo XX, Andy Warhol se enfrentó a una serie de demandas judiciales por las fototografías que utilizaba en sus serigrafías. Patricia Caulfield, fotógrafa, había hecho unas fotos a unas flores para una revista, y en 1964 Warhol forró las paredes de la galería de arte de Leo Castelli en Nueva York con reproducciones serigrafiadas de la fotografía de Caulfield. Después de ver un cartel de su trabajo en una librería, Caulfield reclamó la propiedad de la imagen. Warhol consiguió llegar a un acuerdo fuera de los juzgados, dando a Caulfield un canon para el uso futuro de la imagen, así como dos pinturas.
Por otro lado, la famosa pintura Latas de sopa Campbell de Warhol, por lo general no es considerada como una infracción de los derechos de autor, a pesar de verse claramente la lata, porque obras de arte y latas de sopa no son competencia directa, según el abogado Jeroni Gibson, experto en marcas.
Jeff Koons también se ha enfrentado a cuestiones de derecho de autor debido a su trabajo. El fotógrafo Art Rogers presentó una demanda en contra de Koons por infracción de derechos de autor en 1989. La obra de Koons, Cadena de cachorros era una reproducción en tres dimensiones de una fotografía en blanco y negro de Rogers que Koons había visto en una tarjeta de felicitación comprada en un aeropuerto. El artista alegó fair use y parodia en su defensa, pero Koons perdió el caso. En octubre de 2006 Koons ganó otro juicio utilizando el argumento del fair use. Por una comisión formada por siete expertos en pintura del Museo Guggenheim de Berlín, Koons se basó en parte de una fotografía tomada por Andrea Blanch llamada Silk Sandals by Gucci y publicada en agosto de 2000 en la revista Allure. Koons tomó la imagen de las piernas y sandalias de diamantes de la foto (omitiendo otros detalles de fondo) y la utilizó en su pintura Niágara, que también incluye otros tres pares de piernas de mujer colgando sobre un paisaje surrealista. En su presentación ante la corte, el abogado de Koons, John Koegel, dijo que Niágara era una obra de arte completamente nueva. El juez encontró que esta obra hacía un «uso transformador» de la fotografía de Blanch, por lo que no sustituía o duplicaba el objetivo de la original, escribió el juez, «pero lo utiliza como materia prima en una nueva manera de crear nueva información, nuevas estéticas y nuevas ideas.» El año 2014, durante una exposición de sus obras en París, el Centro Pompidou se vio obligado a retirar la obra de J. Koons  "Fait d'hiver" (1988), ante la reclamación por plagio que había recibido de un fotógrafo que había compuesto para una campaña publicitaria de la firma Naf-Naf, una imagen similar a la transformada en escultura de porcelana por Koons. 
En el año 2000, la escultura Himno de Damien Hirst, que Charles Saatchi había comprado en un contrato de £ 1m) se exhibió en la exposición Ant Noises de la Saatchi Gallery. Hirst fue demandado por violación de derechos de autor sobre esta escultura. Hirst había ampliado a 6 metros de altura y seis toneladas de peso un juego de anatomía hecho por una empresa de juguetes, que le denunció. Hirst pagó una suma no revelada a dos organizaciones benéficas, Children Nationwide y Toy Trust en un acuerdo realizado fuera de los juzgados.
Actualmente, existen las licencias Creative Commons que permiten gestionar el copyright de tu obra según tus intereses. Sin embargo, el autor de la obra sigue teniendo pleno derecho intelectual sobre ella por el simple hecho de haber sido su creador. Brevemente, Creative Commons permite: reconocimiento de la autoría, limitación de usos comerciales, autorización para la creación de obras derivadas y compartir igual.